# Pedro Sarmiento de Gamboa
Pedro Sarmiento de Gamboa (Pontevedra, Espanha, 1532 - Lisboa, Portugal, 1592) foi um navegador e historiador espanhol.

## Vida
Participou junto a Álvaro de Mendaña da expedição que descobriu as Ilhas Salomão, sendo nomeado capitão de um dos navios de Mendaña em 1567; posteriormente, foi governador das terras do Estreito de Magalhães.
Estabeleceu uma colônia de espanhóis ao Sul da América do Sul, mas fracassou neste projeto por diversas razões, tendo os colonos morrido de fome. Em uma de suas viagens à Espanha em busca de auxílio para este estabelecimento, foi aprisionado por corsários 
ingleses e levado a Londres. Libertado pela Rainha Elizabeth I da Inglaterra, foi de novo aprisionado, desta vez por franceses, até ao pagamento do resgate em 1590.
Voltou à Espanha, onde foi recebido por Felipe II de Espanha. Pouco depois foi nomeado Almirante da Armada Espanhola e veio a falecer a bordo de um de seus navios, em 1592, na costa de Lisboa.